# Дружинин, Владислав Юрьевич
Владислав (Влад) Юрьевич Дружи́нин (род. 21 июня 1948, Ленинград) — советский и российский театральный режиссёр

, актёр, хореограф, драматург и педагог высшей театральной школы. 

## Биография
Родился в Ленинграде 21 июня 1948 года в семье Дружинина Юрия Ивановича, мастера приборостроения, ветерана ВОВ, гвардии сержанта, участника штурма Рейхстага и мамы Дружининой Валентины Яковлевны, служащей, ветерана ВОВ, защитницы блокадного Ленинграда. 
Случайно или не случайно, профессиональная судьба Дружинина определилась уже в 7 лет, когда он попросил родителей отвести его в студию художественного слова при доме пионеров и школьников, и с тех пор вся его жизнь – образование и последующая работа – была связана только с театром и кино.   
Много позже, в одном из своих интервью В. Ю. Дружинин скажет, что больше всего в жизни ему повезло с детьми, друзьями и учителями, среди которых столпы русской театральной культуры, такие как профессор г. А. Товстоногов (ЛГИТМиК), профессор И. Э. Кох (ЛГИТМиК), профессор Ю. М. Лотман (Университет Тарту), профессор В. В. Петров (ЛГИТМиК), профессор Р. С. Агамирзян (ЛГИТМиК), профессор, доктор богословия В. Мустафин ( Ленинградская духовная академия и семинария, Ленинград) и з. д. и. РСФСР А. И. Пушкин (Ленинградское хореографическое училище). А начался этот путь в студии поэтической словесности у скромной заслуженной артистки и прямой ученицы К. С. Станиславского Елены Аркадьевны Кастальской-Клочковой.  
В 10 лет поступает в Ленинградское хореографическое училище им. А. Я. Вагановой (ныне Академия Русского балета), в старших классах «перерабатывает» ноги, и последовавшая операция не даёт ему продолжить карьеру артиста балета. Вскоре он поступает в ленинградский театральный институт на кафедру народного артиста и главного режиссёра БДТ, профессора Георгия Товстоногова, в мастерскую народного артиста и главного режиссёра Театра им. В. Ф. Комиссаржевской, профессора Рубена Агамирзяна. Ещё будучи студентом первого курса, он получает приглашение от г. А. Товстоногова сыграть роль в его спектакле – мюзикле «Вестсайдская история». Спектакль с огромным успехом идёт на сцене учебного театра, а В. Дружинин на всю жизнь влюбляется в мюзикл, который в ту пору был совсем не известен в театральной жизни страны. Уже в студенческие годы у В. Дружинина формируется круг его профессиональных режиссёрских и эстетических интересов. Он ставит по тем временам нежелательных драматургов и писателей, таких как г. Бёлль, С. Беккет, С. Мрожек, Д. Хармс, Кобо Абэ и т. д. и очень много экспериментирует. Постепенно формируются его профессиональные режиссёрские предпочтения к театру яркому, визуальному, насыщенному музыкой и хореографией. На базе института ЛИСИ, в помещении бывшего передвижного театра В. Э. Мейерхольда, он создаёт собственную балетно-драматическую труппу студенческого ансамбля пластической драмы «Круг», с которым выезжает на международные молодёжные театральные фестивали пластических и экспериментальных театров. В 1976 году, в Будапеште он получает гран-при за лучшую режиссуру спектакля «Сон камней» по стихам Э. Вевериса. По окончании института В. Дружинин получает приглашение сразу от обоих своих мастеров, в труппу БДТ им. А. М. Горького и в труппу театра В. Ф. Комиссаржевской. В силу того, что он ещё студентом играет в спектаклях театра В. Ф. Комиссаржевской, то выбирает его, где и работает 10 сезонов в качестве артиста, режиссёра по пластике и хореографа. 1978 год становится поворотным в биографии В. Дружинина. Он уходит из театра и поступает слушателем Ленинградской духовной академии и семинарии, но через год возвращается в альма-матер ЛГИТМиК и поступает в очную аспирантуру – стажировку, на кафедру профессора И. Э. Коха, который становится его научным руководителем. 
При выборе темы диссертации И. Э. Кох рекомендует В. Дружинину продолжить работу над ней с профессором – культурологом Тартусского университета академиком Ю. М. Лотманом. Под руководством М. Ю. Лотмана Дружинин пишет диссертацию «Семиотика. Знаки и знаковые системы в драматургии и режиссуре музыкального театра», которую впоследствии постоянно использует в практике своих постановок, либретто и пьесах, а также проводит семинары по семиотике театра со студентами – режиссёрами и балетмейстерами. В 1989 году читает лекции по семиотике театра на международном семинаре в университете Принстона в Нью-Джерси США.       
По окончании аспирантуры В. Дружинин короткое время работает по приглашению н. а. СССР Аркадия Райкина в Ленинградском театре миниатюр, но театр переезжает в Москву, к чему в тот момент В. Дружинин не был готов, он остаётся в Питере и набирает свой первый актёрский курс на эстрадном отделении училища при Консерватории им. Римского-Корсакова. Там он преподаёт весь комплекс актёрских дисциплин: мастерство актёра, школу пантомимы, фехтование, сценическое движение, современный танец. Параллельно с преподаванием, в содружестве с кинорежиссёром В. Алениковым он снимает в качестве балетмейстера фильм–мюзикл «Приключения Петрова и Васечкина» и «Каникулы Петрова и Васечкина». В это же время на базе Одесской филармонии создаёт клоун-мим-театр «Маски», известные в дальнейшем как «Маски-шоу». Вернувшись в Питер, он задумывает проект мюзикла «Джордано», который осуществляет с композитором Лорой Квинт на базе ГЦКЗ «Россия». Главные роли в этом мюзикле исполнили народные артисты Валерий Леонтьев – Джордано, Лариса Долина – Моргана, его возлюбленная, Павел Смеян – граф и в роли Кардинала оперный бас Мариинского театра В. Панкратов. После бурного успеха спектакля Дружинина приглашают в Москву, он соглашается. Много ставит, и его работы по-прежнему отличаются эстетикой визуального театра, футуристическими красками, символами и насыщенной музыкальностью. Ряд проектов он сочиняет с композиторами Д. Тухмановым, М. Минковым, Лорой Квинт, Е. Крылатовым и поэтами Ю. Энтиным, Н. Денисовым и В. Костровым. 
После постановки мюзикла по собственной пьесе «Подземные приключения» в Санта-Барбаре и Сан-Франциско США он стажируется, как режиссёр в частной Нью-Йоркской академии мюзикла ADMA, при консультациях у бродвейских звёзд Гарольда Принца и Расса Бредли. Вернувшись из США в Москву, много ставит и преподаёт актёрское мастерство во ВГИКе и в киношколе «Артерия кино» 2014-2018  гг.  
В 1987 году организовывает академию мюзикла для особо одарённых детей «Сад искусств» и становится её президентом. С учениками академии он работает над мюзиклом «Обезьяна без кармана» по пьесе Ю. Энтина, музыка Д. Тухманова. А начиная с 2000 года и по сей день детская тема занимает особое место в его творчестве. В. Дружинин начинает сочинять пьесы-сказки в соавторстве с И. Носовым, Э. Успенским, Е. Курляндским и Ю. Энтиным и ставит их на двух самых крупных площадках Москвы, Кремлёвского дворца и Крокус Сити Холла. Здесь он превращает свои сказки в большие яркие шоу-мюзиклы с обязательным использованием последних визуальных технических спецэффектов, приглашением лучших отечественных и зарубежных исполнителей, таких как Ф. Киркоров (Дракула), Д. Маликов (Менестрель), Ю. Началова (Фея), П. Деревянко (Незнайка), А. Укупник (Людоед), польский компьютерный танцор Д. Стрыджецки и мировая звезда детских шоу, артист из Канады Фан Ян г. В 2020 году, на базе продюсерского центра «7-я Радуга», по собственному сценарию, снимает 3D фильм, мюзикл-сказку «5 чудес Деда Мороза» с заслуженными артистами Н. Гришаевой, С. Баталовым и двумя клоунами из театра «Лицедеи»: Л. Лейкиным и А. Либабовым.

## Образование
Ленинградское хореографическое училище им. А. Я. Вагановой (Академия Русского Балета) 1958 г. 
Ленинградский институт театра, музыки и кинематографии ЛГИТМиК, ныне Российский Государственный Институт Сценических Искусств. Мастерская г. А. Товстоногова и Р. С. Агамирзяна 1966 – 1971  гг.  
Ленинградская духовная академия и семинария – слушатель-семинарист 1978 г. 

## Аспирантура и стажировка
ЛГИТМиК. Очная аспирантура – стажировка. Научные руководители профессор И. Э. Кох, профессор Тартуского университета культуролог, академик Ю. М. Лотман и ст. преподаватель доцент К. Н. Чернозёмов 1979-1981  гг. 
Окончил по специальности - педагог высшей театральной школы по предметам: современная хореография, пантомима, фехтование, основы сценического движения, музыкальная ритмика. 
Диссертация «Семиотика. Знаки и знаковые системы в режиссуре и драматургии музыкального театра» (без защиты). 
Годичная стажировка по режиссуре в БДТ им. А. М. Горького – руководитель Г. А. Товстоногов 1981-1982  гг. 
Годичная стажировка по режиссуре мюзикла в American Musical and Dramatic Academy (AMDA) в Нью-Йорк США 1989-1990  гг.

## Семья
Третья жена – Таратута Екатерина Михайловна – ТВ журналист, писательница, переводчик.  
Сын от первого брака – Егор Дружинин (род. 1972 г. ) – заслуженный артист РФ, хореограф и режиссёр. 
Дочь от второго брака – Дружинина Елизавета (род. 1990 г. ) - хореограф, танцовщица, педагог. 
Дочь от третьего брака – Дружинина Маруся (род. 2016 г. )

## Театральная деятельность - основные постановки
А. Бонди «Театральная комедия» режиссёр Р. С. Агамирзян, роль Луки и хореография. 1970 г. 
Е. Шварц «Золушка» - хореография и роль Принца. Театр В. Ф. Комиссаржевской 1971 г. 
Трилогия А. Толстого «Смерть Иоанна Грозного», «Царь Фёдор Иоаннович», «Царь Борис» – сцены скоморохов – режиссёр по пластике. Постановка Р. Агамирзяна. Театр В. Ф. Комиссаржевской. 1972, 1976, 1978  гг.  
Ф. Дюрренматт «Играем Стринберга» - хореография. Режиссёр Э. Асланов. Театр В. Ф. Комиссаржевской 1976 г. 
Кобо Абэ «Человек – Ящик» - либретто и постановка В. Дружинина муз. Гагаку, худ. С. Пастух Ленинградский молодёжный ансамбль пластической драмы «Круг» 1973 г. 
Эжен Веверис «Сон камней» - либретто и постановка В. Дружинина муз. К. Пендерецкого худ. В. Окунев. Ансамбль «Круг» 1975 г. 
Кобо Абе «Женщина в песках» - либретто Н. Подольский, режиссёр В. Дружинин, муз. Гагаку. Ансамбль «Круг» 1976 г. 
А. С. Пушкин «Евгений Онегин» - дипломный спектакль студентов - режиссёров 5-го курса ЛГИК им Н. К. Крупской. муз. группы The Beatles "Abbey Road" 1970 г. 
М. Мусоргский «Картинки с выставки» - аранжировка Исао Томиты, либретто и постановка В. Дружинина, худ. М. Мокров балетно-драматический ансамбль «Круг» 1977 г. 
Е. Шварц «Голый король» мюзикл на стихи М. Яснова, композитор В. Щербаков – дипломный спектакль актёрского курса ЛГИТМиК мастерская С. В. Гиппиуса, педагоги В. Дружинин и В. Особик – хореография и режиссура. Учебный театр ЛГИТМиК 1975 г. 
«Белое и Чёрное», «Пёстрое» - спектакль-концерт «О, рассмейтесь смехачи!» - клоун мим театр «Маски-шоу» Филармония г. Одесса. ТВ студия Останкино. ГЦКЗ «Россия» Москва 1984 г. 
В. Вербин и В. Дружинин «Эликсир Кретервейс» - мюзикл по сказке В. Гауфа «Карлик Нос» муз. Л. Квинт, худ. М. Мокров. Новокузнецкий драматический театр 1986 г. 
В. Смехов «Али Баба и сорок разбойников» - мюзикл на муз. С. Никитина и В. Берковского. Театр оперетты г. Новокузнецк. худ. М. Мокров. Режиссура и хореография 1984 г. 
Современная опера - мюзикл «Джордано» - композитор Л. Квинт, стихи В. А. Кострова худ. С. Пастух костюмы Г. Соловьёвой – либретто и постановка В. Дружинин. Премьера ГЦКЗ «Россия» Москва 1985-1986  гг. 
А. Линдгрен «Пеппи Длинныйчулок» сценическая редакция В. Дружинин, худ. М. Мокров, комп. Л. Квинт. Драматический театр г. Новокузнецк 1987 г. 
В. Смехов Али Баба и 8 разбойников. Театр п/р А. Джигарханяна 1988 г. 
Д. Вулкомб «Дитя Мира» советско-американский мюзикл – хореография. Премьеры Москва театр Н. Сац и Нью-Йорк зал ООН 1986 г. 
В. Дружинин. «Подземные приключения» – советско-американский мюзикл. Премьера в Санта-Барбаре и Сан–Франциско. США 1987 г. 
Ф. М. Достоевский «Двойник» - молодёжный театр De Engelenbak Амстердам. Голландия 1987 г. 
В. Дружинин, Ю. Энтин «Обезьяна без кармана» - комп. Д. Тухманов, худ. С. Пастух академия «Сад искусств» 1988 г. 
Лев Новожёнов «Соло для кровати со скрипом» - моно-спектакль н. а. РФ Клары Новиковой. Худ. С. Пастух, автор песен поэт И. Иртеньев. Театр Эстрады. Москва 1986 г.  
В. Дружинин «Генезис» – автор либретто и режиссер-постановщик В. Дружинин, балетная труппа Rebecca Kelly, Нью-Йорк 1989 г. 
В. Дружинин. «Поэт и балерина» (Айседора Дункан и Есенин) - театр танца Дюля Вилль. Париж 1993 г.  
В. Дружинин «Игра снов» (не по Стринбергу) – моноспектакль Елены Камбуровой, автор либретто и режиссер-постановщик В. Дружинин, театр «Школа современной пьесы» 1993 г. 
В. Дружинин, Н. Носов «Незнайка» - стихи Ю. Энтин, комп. Д. Тухманов, худ. Ю. Антизерский. Кремлёвский дворец 2001 г. 
Председатель жюри Международного театрального фестиваля Терра инкогнита – СПб 2010 и 2012 год.  
В. Дружинин, Э. Успенский, Е. Курляндский, А. Васильев - «Главный секрет», «Маша, Медведь и три богатыря», «Чудеса в Простоквашино» и ещё более 12 мюзиклов-сказок. Крокус Сити Холл.

## Эстрадные постановки и ТВ-шоу
Сольная программа н. а. РФ К. Новиковой «Я смеюсь, чтобы не заплакать» 1988 г. 
Концерт клоун-мим – театра «Маски» ГЦКЗ «Россия» 1994 г. 
Сольный концерт н. а. РФ К. Новиковой – театр Эстрады 1995 г. 
Сольный концерт М. Грушевского – театр Эстрады 1998 г. 
Юбилейный вечер ТВ программы «Старый телевизор-10» Л. Новожёнова ГЦКЗ «Россия» 2000 г. 
Творческий вечер Л. Рубальской ГЦКЗ «Россия» 2000 г. 
Телевизионное шоу «Новогодний аттракцион» - сценарий и постановка. Ведущие И. Кио и Лолита. Цирк на Цветном. Эфир канала ВГТРК 2002 г. 
Церемонии вручения наград национальной кинематографической премии «Ника» – Центральный дом кино Союза кинематографистов России, Московский Дом музыки 2002-2007  гг. 
Церемонии вручения цирковых премий – Цирк на Цветном 2004 и 2005 гг.
Концерт-презентация Антологии песен н. а. РФ Николая Караченцова – кинотеатр Россия 2007 г. 
В. Царёв и Е. Каминский «Мужчина перед зеркалом» - эстрадный моноспектакль Сергея Белоголовцева. Театр Луны 2018 г. 

## Работы в кино
«Педагогическая поэма» – режиссёр А. Белинский телефильм. Роль Приходько. Ленфильм 1969 г. 
«Вторая попытка Виктора Крохина» – режиссёр И. Шешуков. Роль Исакова. Ленфильм 1977 г. 
«Приключения Петрова и Васечкина, обыкновенные и невероятные»  – режиссёр В. Алеников. Хореограф-постановщик и роль Сан Саныча, учителя рисования. Одесская киностудия 1983 г.  
«Каникулы Петрова и Васечкина, обыкновенные и невероятные» – режиссёр В. Алеников. Хореограф-постановщик и роли доктора и альпиниста. Одесская киностудия 1984 г. 
«Короли российского сыска» – сериал. Режиссёр В. Алеников. Роль Скороходова. 1996 г. 
«Непохожая» – 2-х серийный фильм. Режиссёр В. Алеников. Хореограф-постановщик и актёр. Творческое объединение «Экран» 1986 г. 
«Нужные люди» – новогодняя музыкальная комедия. Режиссёр В. Алеников, комп. Л. Квинт. Хореограф-постановщик, роль журналиста. 
«Улыбка Бога, или Чисто одесская история» – режиссёр В. Алеников. Роль Лифшица. Одесская киностудия 2008 г. 
«Война принцессы» – режиссёр В. Алеников. Режиссёр-педагог и хореограф. Одесская киностудия 2013 г. 
«5 чудес Деда Мороза» – фильм-мюзикл. Автор сценария и режиссёр. 2020 г. 

## Педагогическая работа
ЛГИТМиК, мастерская С. В. Гиппиуса: мастерство актёра 1973-1975  гг. 
Ленинградский Институт культуры им. Н. К. Крупской, мастерская Э. С. Старшинова: сценическая речь 1969-1971  гг. 
ЛГИТМиК аспирантская практика – курс пантомимы К. Н. Чернозёмова: актёрское мастерство, школа пантомимы, хореография, основы сценического движения на разных курсах 1978-1980  гг.  
Музыкальное училище при консерватории Римского-Корсакова. Эстрадное отделение. Мастер, актёрское мастерство, современная хореография, фехтование, пантомима 1980-1985  гг.  
Киноакадемия Артерия кино: актёрское мастерство 2012-2017  гг.  
ВГИК – мастерская В. Аленикова: актёрское мастерство 2014-2018  гг. 

## Награды
- Медаль «За труды в культуре и искусстве» (5 мая 2025 года) — за большой вклад в развитие отечественной культуры и искусства, многолетнюю плодотворную деятельность[2]